# Louis Uytroever
Melchior Louis  Uytroever, né à Molenbeek-Saint-Jean le 9 septembre 1884 et mort à Koekelberg le 7 décembre 1964 fut un homme politique belge, membre du parti ouvrier belge.

## Biographie
Fils de Louis Uytroever, serrurier, et de Marie-Elisabeth Steens, Louis Uytroever arrêta ses études à l'âge de 10 ans et devint apprenti pâtissier. Il rejoignit rapidement et à un très jeune âge le syndicalisme socialiste. Entre 1911 et 1913, il fut imprimeur-rédacteur en chef du journal syndical Le Travailleur des Services Publics et il devint secrétaire général de la Centrale des travailleurs des services publics. Pendant la Première Guerre mondiale, il s'occupa de l'aide aux plus pauvres :  l'Œuvre des orphelins et les cantines publiques de Molenbeek-Saint-Jean.
Après la grande guerre, il devint secrétaire permanent dudit syndicat et fut élu député de l'arrondissement de Bruxelles (1919-1946) et conseiller communal  (1921-1946) et échevin (1925-1938) de Koekelberg, où il s'occupa de la construction et la gestion des logements sociaux, entre autres comme représentant public dans le Foyer koekelbergeois.
Louis Uytroever fut longtemps membre du comité fédéral et de la direction de la fédération bruxelloise, ainsi que du conseil général du POB. Durant l'entre-deux-guerres, en tant que secrétaire général de la centrale des Travailleurs du Service Public ainsi que rédacteur en chef des journaux syndicaux Le Travailleur des Services Publics et La Tribune des Services Publics, il représenta les services publics au sein des organes de la Commission Syndicale du POB puis de la CGTB. Il représenta son organisation au sein de l'Internationale des services publics.

## Sources
- sa Bio sur ODIS
- Etat-Civil de la commune de Molenbeek-Saint-Jean, registre des naissances pour l'année 1884.